# Валрад (Насау-Узинген)
Валрад фон Насау-Узинген (на немски: Walrad von Nassau-Usingen; * 24 февруари 1635, Мец; † 17 октомври 1702, Рурмонд) е от 1659 г. граф, 1688 г. княз на Насау-Узинген, основател на линията Узинген на Дом Насау и императорски генерал на Свещената Римска империя.

## Биография
Той е най-малкият син на граф Вилхелм Лудвиг фон Насау-Саарбрюкен (1590 – 1640) и съпругата му маркграфиня Анна Амалия фон Баден-Дурлах (1595 – 1651), дъщеря на маркграф Георг Фридрих фон Баден-Дурлах.
На 16 юни 1635 г. цялата фамилия бяга в свободния имперски град Мец. Баща му умира на 22 август 1640 г. в Мец. През 1643 г. майка му се мести с децата си отново в Саарбрюкен.
На 31 март 1659 г. тримата братя поделят територията. Йохан Лудвиг (1625 – 1690) получава Отвайлер, Густав Адолф (1632 – 1677) получава Саарбрюкен, а Валрад получава Узинген.
На 4 август 1688 г. Валрад е издигнат на княз. След смъртта му през 1702 г. той е наследен от синът му Вилхелм Хайнрих като княз на Насау-Узинген.

## Фамилия
Първи брак: с Катерина Франсоаз комтеса дьо Круа-Рьол († 1686, Франкфурт на Майн). Те имат децата:
- Вилхелмина Хенриета (1679 – 1718), омъжена за граф Карл Лудвиг Филип фон Залм-Грумбах (1678 –1727)
- Хайнрих (1680 – 1682)
- Мария Ернестина (1683)
- Вилхелм Хайнрих (1684 – 1718), от 1702 г. княз на Насау-Узинген, женен 1706 г. за графиня Шарлота Амалия фон Насау-Диленбург (1680 – 1738)
- Мария Албертина (1686 – 1768), омъжена на 3 май 1710 г. за граф Йохан Георг фон Ортенбург-Нойортенбург (1686 – 1725)

Втори брак: през 1688 г. в Биндерен с графиня Магдалена Елизабет фон Льовенщайн-Вертхайм-Рошфор (* 17 август 1662, Вертхайм; † 5 юни 1733, Франкфурт на Майн), дъщеря на граф Фердинанд Карл фон Льовенщайн-Вертхайм-Рошфор и графиня Анна Мария фон Фюрстенберг-Хайлигенберг. Бракът е бездетен.